# Trasimenosøen
Trasimenosøen eller Lago Trasimeno er italiens 4. største sø og er beliggende i den italienske region Umbrien.

## Byer
Følgende større byer ligger ved Trasimenosøen.
- Castiglione del Lago
- Passignano sul Trasimeno
- Tuoro
- San Feliciano
- Borghetto

## Eksterne links
- LagoTrasimeno.dk Arkiveret 11. marts 2005 hos  Wayback Machine
- Trasimenosøen på Italy.dk Arkiveret 12. april 2012 hos  Wayback Machine

43°08′N 12°06′Ø / 43.14°N 12.1°Ø